# Sloan (Iowa)
Sloan – miasto w Stanach Zjednoczonych, w stanie Iowa, w hrabstwie Woodbury. Zgodnie ze spisem statystycznym z 2000 roku, miasto liczyło 1032 mieszkańców.